# Communio (Liturgie)
Communio bezeichnet in der Liturgie der lateinischen Kirche den Gesang zur Kommunion. Dieser war ursprünglich wie der Introitus ein antiphonaler Gesang, bestehend aus einer Antiphon und einem passenden Psalm. Heute wird oft nur die Antiphon ohne den Psalm gesungen (Antiphona ad communionem). 
Die Communio gehört zum Proprium, also zu den nach der Zeit des Kirchenjahres bzw. dem jeweiligen Gedenktag wechselnden Teilen der Liturgie. Häufig greift sie einen Vers aus dem Tagesevangelium auf.

## Verschiedene Konfessionen

### Luthertum
In der lutherischen Liturgie entwickelte sich aus der Bezeichnung Communio die Musica sub communione, zu der auch Choräle und freie Vertonungen von Andachtstexten gehören können. 

### Orthodoxie
In der Orthodoxen Liturgie wird der Gesang als koinonikon (griechisch κοινωνικόν) bezeichnet.